# فيلي كيمب
فيلي كيمب (1987 في الولايات المتحدة - ) (بالإنجليزية: Willie Kemp)‏ هو لاعب كرة سلة أمريكي في مركز هجوم خلفي. لعب مع Dakota Wizards ‏.

## وصلات خارجية
- فيلي كيمب على موقع كرة السلة الأوروبية.كوم (الإنجليزية)
- فيلي كيمب على موقع كلية كرة السلة في سبورتس رفرنس.كوم (الإنجليزية)
- فيلي كيمب على موقع ريلجم (الإنجليزية)
- فيلي كيمب على موقع بروبوليرز (الإنجليزية)
- فيلي كيمب على موقع سبورتس رفرنس (الإنجليزية)